# Frank Silver
Frank Silver, född 8 september 1892/1896 i Boston, Massachusetts, död 14 juni 1960 i Manhattan, New York, var en amerikansk sångtextförfattare, kompositör, orkesterledare och musiker (trummor). Han skrev bland annat tillsammans med Irving Cohn sången "Yes, We Have No Bananas", som var en stor hit 1923.